# Аларик Басон
Аларик Бенедикт Басон (афр. Alaric Bennedict Basson; Ојтенхаге, 16. фебруар 1996) јужноафрички је пливач чија специјалност су трке прсним стилом. Вишеструки је национални и афрички првак и јужноафрики рекордер.

## Спортска каријера
Прве значајније успехе у каријери Басон је остварио на афричком јуниорском првенству 2015, те на Афричким играма у Бразавилу где је као члан микс штафете на 4×100 мешовито освојио и прву медаљу у каријери, сребро.   
Годину дана касније, на сениорском првенству континента, чији домаћин је био јужноафрички Блумфонтејн, освојиио је чак четири медаље. Крајем те године по први пут је наступио на неком од светских првенстава, такмичећи се на првенству света у малим базенима у канадском Виндзору. 
Велики успех је постигао и на афричком првенству у Алжиру 2018. где је освојио чак седам медаља. На Афричким играма у Казабланци 2019. освојио је 4 медаље, од чега три златне. 
На светским првенствима у великим базенима је дебитовао у корејском Квангџуу 2019, где је пливао у квалификацијама трке на 200 прсно које је окончао на укупно 32. месту. 